# الحاذق (شركة)
الحاذق للانشاءات EUC هي شركة مصرية رائدة مقرها القاهرة، مصر. تأسست في عام 1979 ، وقد غطت مجموعة من المشاريع في جميع أنحاء مصر ومنطقة الخليج العربي.

## روابط خارجية
- الموقع الرسمي